# Episodi di Evening Shade (terza stagione)
La terza stagione della serie televisiva Evening Shade è stata trasmessa in anteprima negli Stati Uniti d'America dalla CBS tra il 21 settembre 1992 e il 17 maggio 1993.
| nº | Titolo originale                     | Titolo italiano | Prima TV USA      | Prima TV Italia |
| -- | ------------------------------------ | --------------- | ----------------- | --------------- |
| 1  | First Heroes                         |                 | 21 settembre 1992 |                 |
| 2  | The Diary of Molly Newton            |                 | 28 settembre 1992 |                 |
| 3  | You Scratch My Back, I'll Arrest You |                 | 5 ottobre 1992    |                 |
| 4  | What a Night                         |                 | 12 ottobre 1992   |                 |
| 5  | Father/Child Campout                 |                 | 19 ottobre 1992   |                 |
| 6  | The Hole Story                       |                 | 26 ottobre 1992   |                 |
| 7  | Harlan Deals-A-Meal                  |                 | 9 novembre 1992   |                 |
| 8  | The Resurrection of Wood Newton      |                 | 16 novembre 1992  |                 |
| 9  | The NFL on CBS                       |                 | 23 novembre 1992  |                 |
| 10 | The Really Odd Couple                |                 | 7 dicembre 1992   |                 |
| 11 | Bring Me the Head of Carl the Mule   |                 | 14 dicembre 1992  |                 |
| 12 | I'll Be Home for Christmas           |                 | 21 dicembre 1992  |                 |
| 13 | Frieda and the Preacher              |                 | 4 gennaio 1993    |                 |
| 14 | Private School                       |                 | 18 gennaio 1993   |                 |
| 15 | Ava Takes a Shower (Part 1)          |                 | 1º febbraio 1993  |                 |
| 16 | Ava Takes a Shower (Part 2)          |                 | 8 febbraio 1993   |                 |
| 17 | They Can't Take That Away from Me    |                 | 15 febbraio 1993  |                 |
| 18 | She What?!                           |                 | 1º marzo 1993     |                 |
| 19 | Another Baby Show                    |                 | 15 marzo 1993     |                 |
| 20 | Cousins Behind Bars                  |                 | 22 marzo 1993     |                 |
| 21 | Mommy Goes AWOL                      |                 | 12 aprile 1993    |                 |
| 22 | Teaching Is a Good Thing             |                 | 3 maggio 1993     |                 |
| 23 | Saint Bobby                          |                 | 10 maggio 1993    |                 |
| 24 | The Graduation                       |                 | 17 maggio 1993    |                 |